# Mrok w Sethanon
Mrok w Sethanon (ang. A Darkness at Sethanon) – czwarta część Sagi o wojnie światów amerykańskiego pisarza Raymonda E. Feista. Na Królestwo Wysp ruszają Moredhelowie, Mroczne Elfy i Gobliny, prowadzone przez Murmandamusa. Okazuje się jednak, iż ich celem jest wyłącznie zdobycie Kamienia Życia, starożytnego artefaktu rasy znanej jako Valheru, który spoczywa gdzieś głęboko pod miastem Sethanon. Królestwo przygotowuje się do obrony, zaś tymczasem mag Pug, Thomas oraz Macros Czarny wyruszają w odległą podróż, by ostatecznie zmierzyć się z odwiecznym Przeciwnikiem, zagrażającym nie tylko Midkemii, Kelewanowi, ale i istnieniu całego wszechświata.